# 里迪安·考利
里迪安·考利（英語：Rhydian Cowley，1991年1月4日—），澳大利亚男子田径运动员，2014年大洋洲竞走锦标赛男子20公里铜牌得主、2016年大洋洲竞走锦标赛男子20公里铜牌得主、2024年夏季奥林匹克运动会混合马拉松竞走接力铜牌得主。